# Осипов, Прокопий Дмитриевич
Прокопий Дмитриевич Осипов (20 марта 1948, Дикимдя, Якутская АССР — 30 марта 2019, Санкт-Петербург) — советский политический и российский хозяйственный деятель, народный депутат СССР (1989—1991).

## Биография
Родился 20 марта 1948 года в селе Джикимдя Горного района Якутской АССР.
Окончил Московский энергетический институт. По распределению направлен на Вилюйскую ГЭС, где работал инженером производственно-технического отдела, начальником смены, мастером, старшим мастером, освобождённым председателем профкома.
- 1985—1986 — заместитель председателя, председатель Чернышевского поссовета.
- 1986—1987 — заместитель заведующего отделом Мирнинского ГК КПСС.
- 1987—1989 — секретарь парткома на предприятиях пос. Чернышевский.
- 1989—1991 — народный депутат СССР, член Верховного Совета СССР, секретарь комитета по охране природы, рациональному использованию природных ресурсов.
- 1992—1993 — заместитель Постоянного представителя Республики Саха (Якутия) при Президенте РФ.
- 1993—1996 — директор Каскада Вилюйских ГЭС.
- 1997—2000 — председатель Совета директоров АК «Якутскэнерго».
- 2000—2003 — заместитель директора Якутского Представительства АК «АЛРОСА».
- 2003—2005 — директор ООО «КДМ Оленёк» (добыча и разведка алмазов).
- 2006 — инспектор труда профсоюза энергетиков РС(Я).
- 2007 — заместитель директора по производству ООО «ДОКОС» (строительство).

Народный депутат Верховного Совета ЯАССР 12-го созыва. Народный депутат Палаты Республики Государственного Собрания (Ил Тумэн) РС(Я) первого созыва.
Умер 30 марта 2019 года в Санкт-Петербурге.